# آرگوس (فروشگاه خرده‌فروشی)
آرگوس (انگلیسی: Argos) یک فروشگاه خرده‌فروشی در بریتانیا و جمهوری ایرلند است.
این فروشگاه که در سال ۱۹۷۲ تأسیس شده دارای ۸۸۳ شعبه فروشگاه است. آرگوس با دو روش فروشگاه‌های فیزیکی و آنلاین سالانه ۲۹ میلیون مشتری و نزدیک به یک میلیارد بازدیدکننده آنلاین دارد.

## نگارخانه

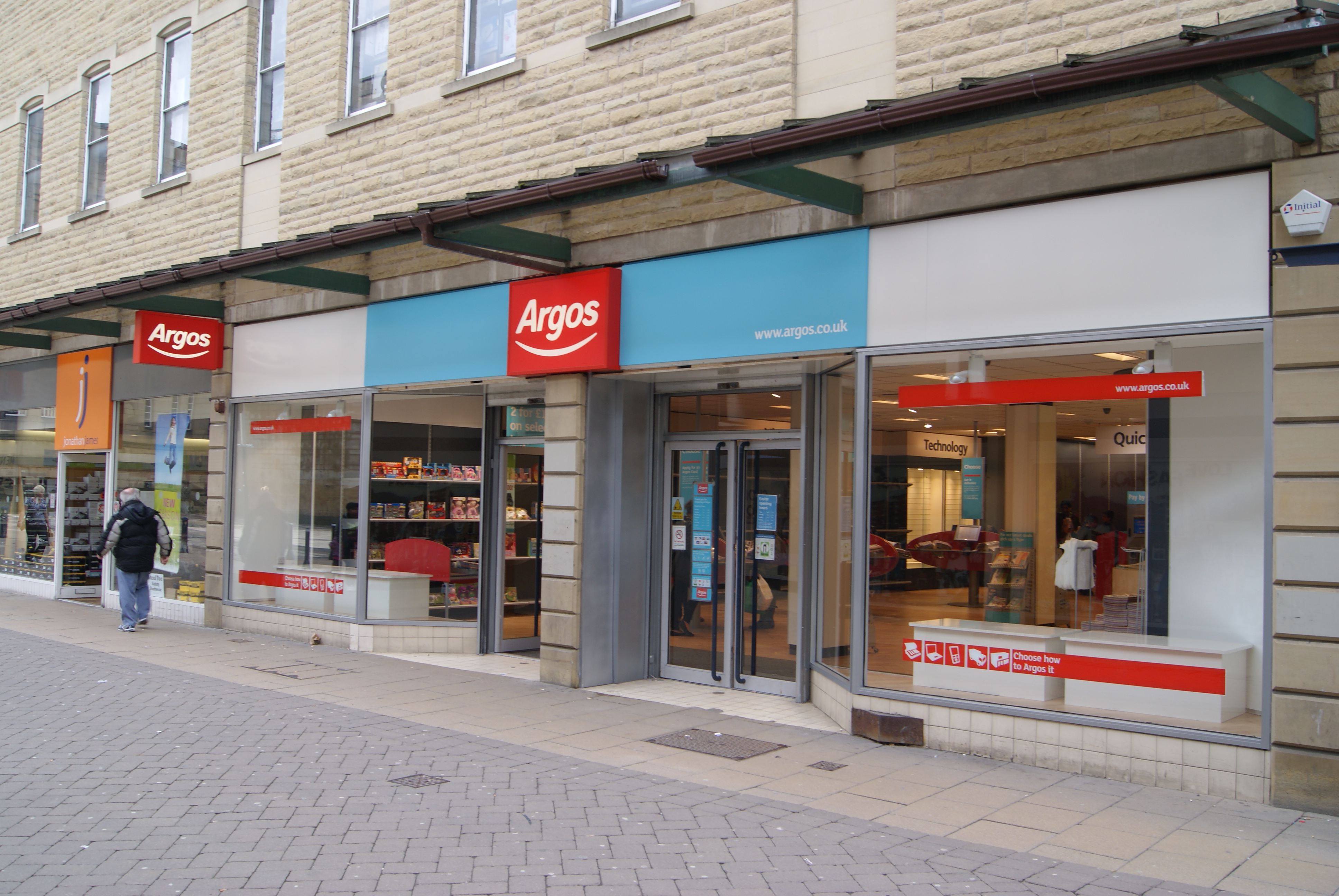
هادرزفیلد
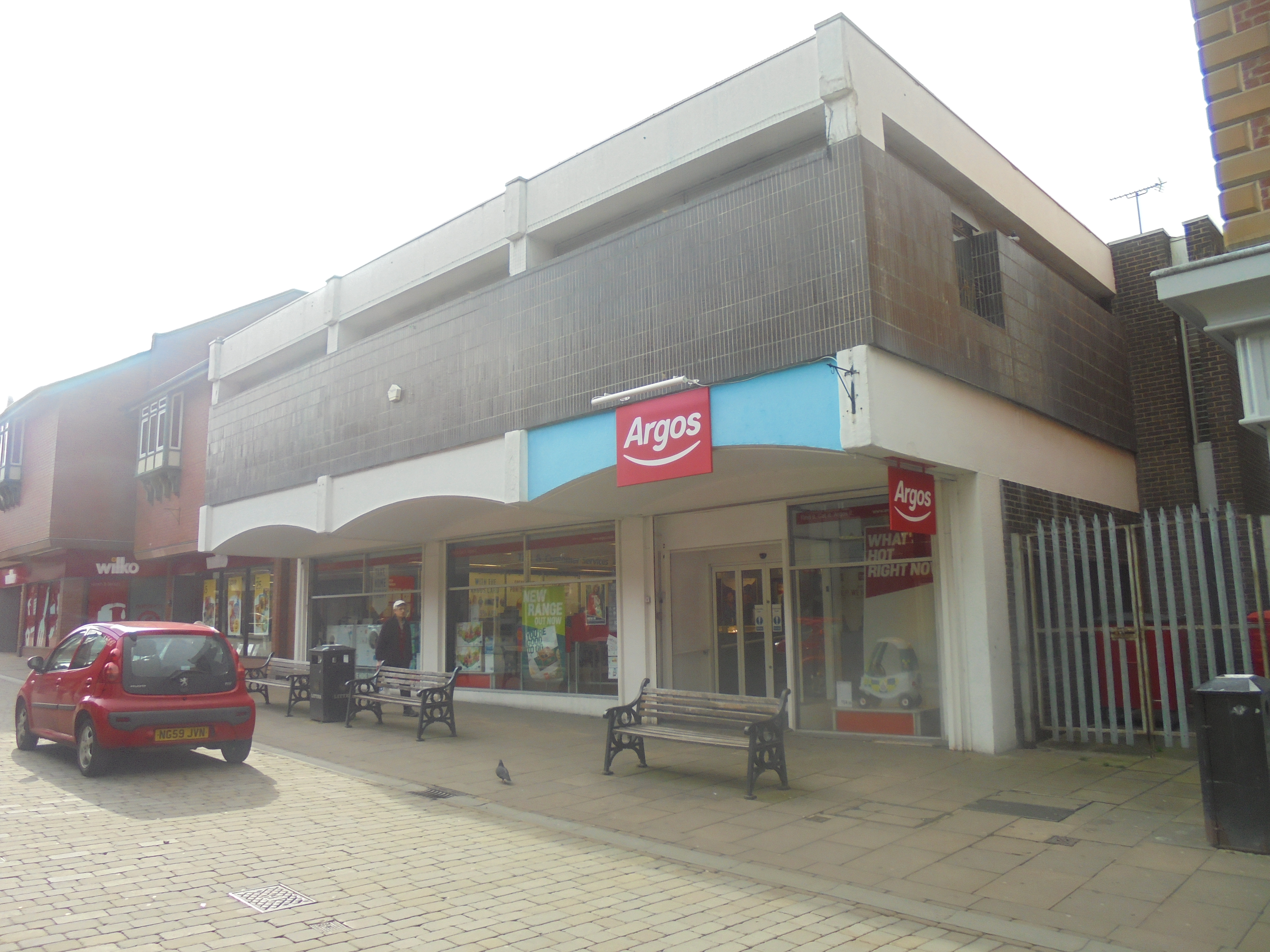
پونتفراکت
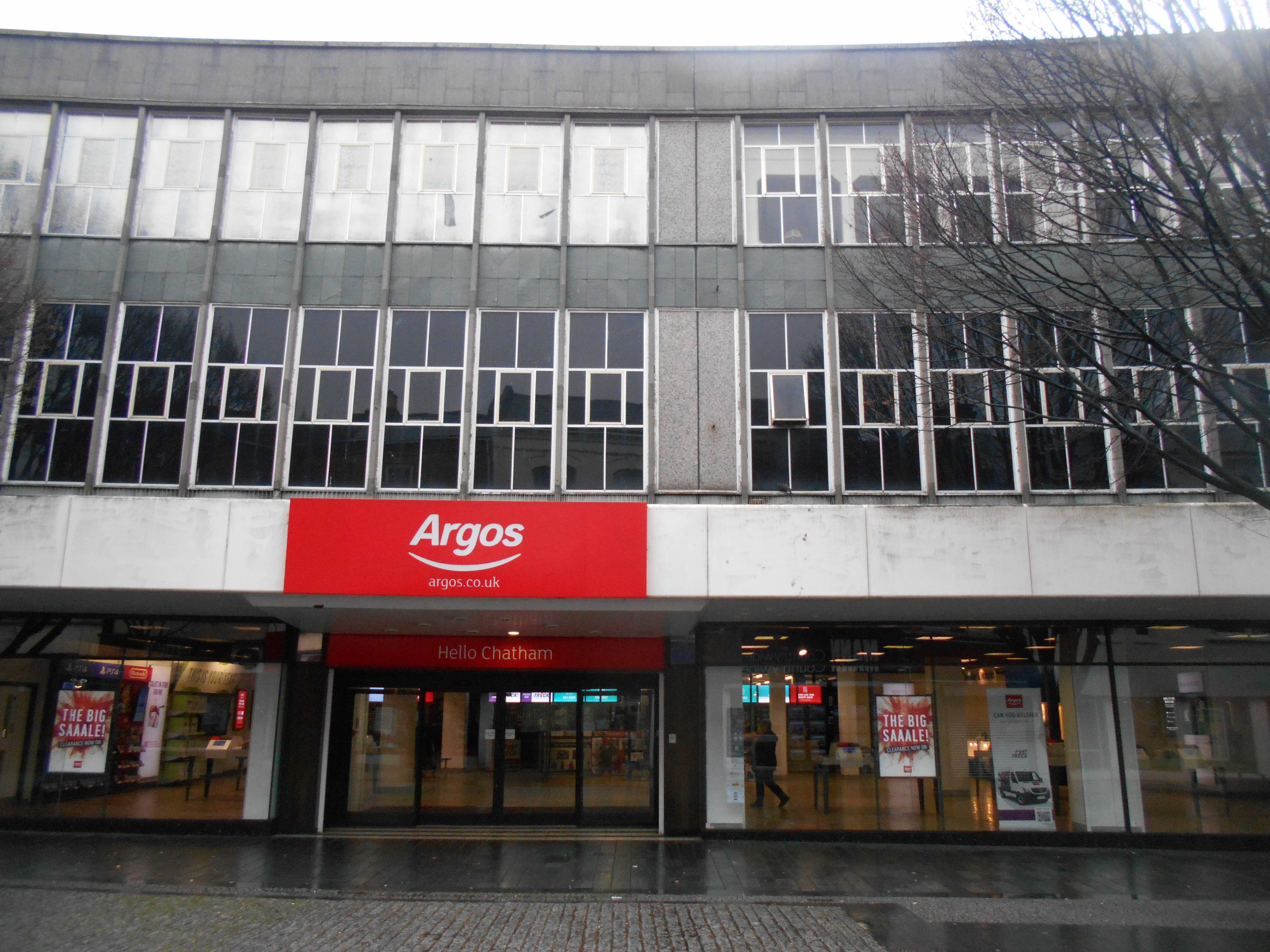
چتم، کنت
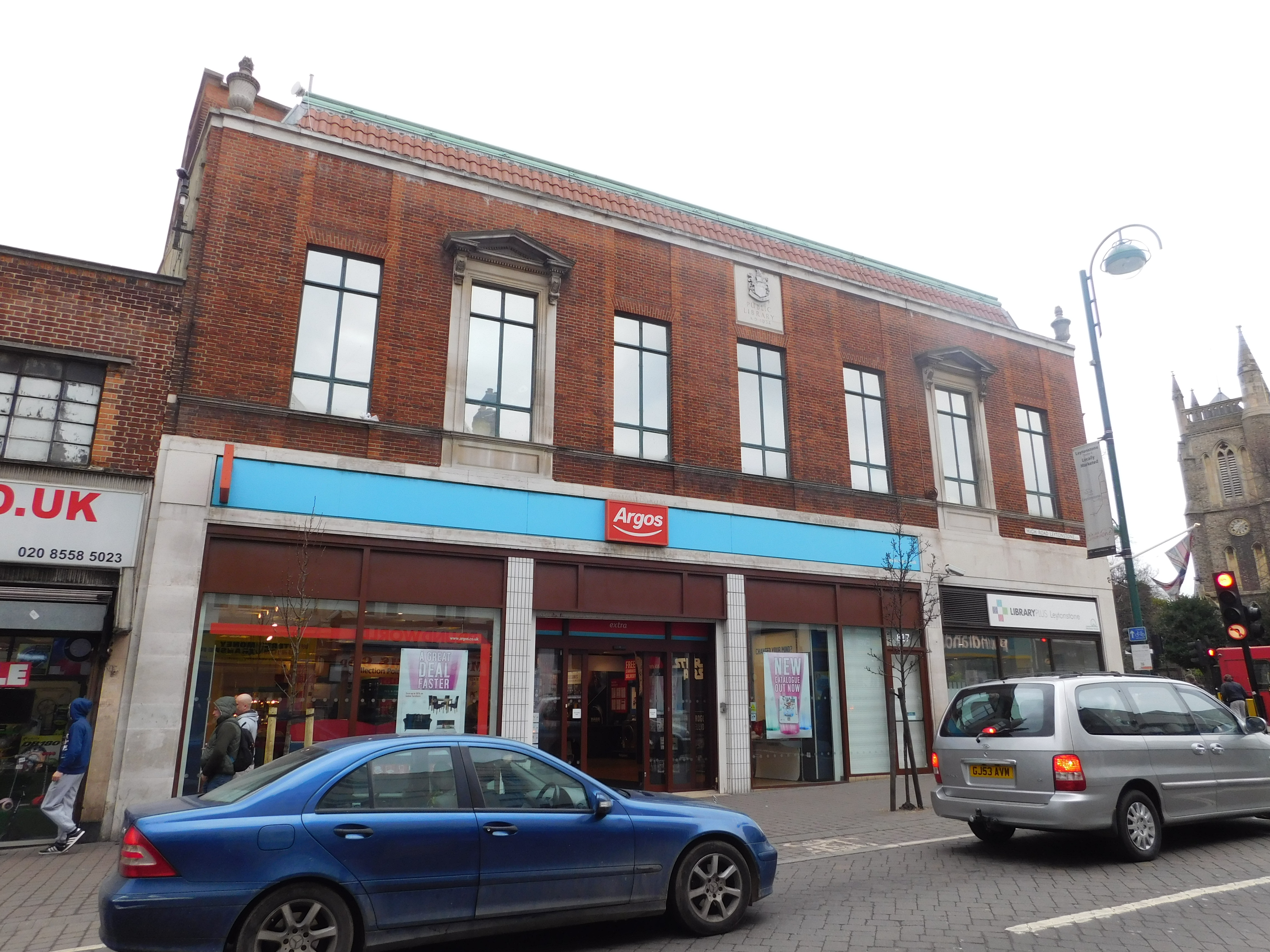
لیتنستون